# ريكاردو ألفاريز أرياس
ريكاردو ألفاريز أرياس (بالإسبانية: Ricardo Antonio Álvarez Arias)‏ هو اقتصادي وسياسي هندوراسي، ولد في 4 فبراير 1963 في مدينة بنما في بنما. نشط حزبياً في الحزب الوطني. وقد انتخب نائب في المؤتمر الوطني في هندوراس ‏.